# Necròpolis de Pompeia
Les necròpolis de Pompeia, tal com preveien les lleis romanes, es van aixecar fora de les muralles, prop de les portes d'entrada a la ciutat. A Pompeia se n'han explorat sis, de necròpolis, algunes de petites dimensions i d'altres (com la de la Porta d'Herculà, la de la Porta de Nucèria i la del Fondo Pacifico) que contenen un nombre més gran de tombes.

Plànol de Pompeia, amb els distints regio o districtes en què estava dividida. Les diferents necròpolis se situaven a l'exterior de les muralles, prop de les portes d'entrada a la ciutat
Plànol de Pompeia on es ressenyen (en anglès) els principals edificis i vies urbanes
Mapa de situació de la Pompeia romana, on es veu l'àrea afectada per l'erupció del Vesuvi del 79

## Necròpolis de la Porta d'Herculà
Va ser excavada entre 1763 i 1838. S'estén per la carretera que conduïa a Nàpols i ja s'utilitzava durant els primers segles de la vida de Pompeia, tot i que els edificis funeraris visibles avui en dia daten del segle i aC en endavant. Les tombes monumentals il·lustren els tipus funeraris més habituals de l'època. Es troba a la vora de la regio VI de la ciutat.

### Àrea 1
| Pos. | Imatge | Nom                                                         | Descripció | Ref. |
| ---- | ------ | ----------------------------------------------------------- | ---------- | ---- |
| 1    | -      | Tomba en construcció                                        | -          |      |
| 2    | -      | Tomba de T. Terentius Felix Maior                           | -          |      |
| 3    | -      | Tomba sense nom                                             | -          |      |
| 4    | -      | Tomba sense nom                                             | -          |      |
| 5    | -      | Tomba de Curtius N. F. Spurianus                            | -          |      |
| 6    | -      | Tomba de les garlandes                                      | -          |      |
| 7    | -      | Tomba sense nom                                             | -          |      |
| 7A   | -      | Tomba sense nom                                             | -          |      |
| 8    |        | Tomba del gerro de vidre blau                               | -          |      |
| 9    |        | Tomba sense nom (seient públic per la tomba del gerro blau) | -          |      |
| 10   | -      | Tenda / Taller                                              | -          |      |
| 11   | -      | Tenda / Taller de carros                                    | -          |      |
| 13   | -      | Tenda / Taller                                              | -          |      |
| 14   | -      | Tenda / Taller                                              | -          |      |
| 15A  | -      | Tomba samnita                                               | -          |      |
| 16   | -      | Thermopolium                                                | -          |      |
| 17   | -      | Tenda / Taller                                              | -          |      |
| 18   | -      | Tenda / Taller                                              | -          |      |
| 19   | -      | Tenda / Taller                                              | -          |      |
| 20   | -      | Tenda / Taller                                              | -          |      |
| 20A  | -      | Cisterna                                                    | -          |      |
| 21   | -      | Tenda / Taller                                              | -          |      |
| 22   | -      | Tenda / Taller                                              | -          |      |
| 23   | -      | Tenda / Taller                                              | -          |      |
| 24   | -      | Tenda / Taller                                              | -          |      |
| 25   | -      | Tenda / Taller                                              | -          |      |
| 26   | -      | Tenda / Taller                                              | -          |      |
| 27   | -      | Tenda / Taller                                              | -          |      |
| 28   | -      | Tenda / Taller                                              | -          |      |
| 29   | -      | Terrisser                                                   | -          |      |
| 30   | -      | Terrisser                                                   | -          |      |
| 31   | -      | Tomba sense nom                                             | -          |      |
| 32   | -      | Tomba sense nom                                             | -          |      |
| 33   | -      | Tomba sense nom                                             | -          |      |
| 34   | -      | Tomba de Lucius Caltilius                                   | -          |      |
| 35   | -      | Tomba en construcció                                        | -          |      |
| 36   | -      | Tomba en construcció                                        | -          |      |
| 37   |        | Tomba dels aliats                                           | -          |      |
| 38   | -      | Tomba de M. Popidius                                        | -          |      |
| 39   | -      | Tomba del Cei                                               | -          |      |
| 40   | -      | Tomba de Salvius                                            | -          |      |
| 41   | -      | Tomba de N. Velasius Gratus                                 | -          |      |
| 42   | -      | Tomba de M. Arrius                                          | -          |      |
| 43   | -      | Tomba de P. Sittius Diophantus                              | -          |      |
| 44   | -      | Tomba del caputxí                                           | -          | -    |
| 45   | -      | Tomba samnita                                               | -          | -    |

### Àrea 3
| Pos. | Imatge | Nom                                        | Descripció | Ref. |
| ---- | ------ | ------------------------------------------ | ---------- | ---- |
| 1    | -      | Tomba de M. Cerrinius Restitutus           | -          |      |
| 2    | -      | Tomba d'Aulus Veius                        | -          |      |
| 3    | -      | Tomba de M. Porcius                        | -          |      |
| 4    | -      | Tomba de Mamia                             | -          |      |
| 4A   |        | Tomba de la Gens Istacidia                 | -          |      |
| 4B   | -      | Tomba sense nom                            | -          |      |
| 4C   | -      | Sepulcre dels comicis pompeians            | -          |      |
| 4D   | -      | Sepulcre del bestiar                       | -          |      |
| 4E   | -      | Tomba dels Buccii i dels Melissaei         | -          |      |
| 5    | -      | Tenda / Taller                             | -          |      |
| 7    | -      | Thermopolium                               | -          |      |
| 8    | -      | Tenda / Taller                             | -          |      |
| 9    | -      | Tenda / Taller                             | -          |      |
| 10   | -      | Tenda / Taller                             | -          |      |
| 11   | -      | Tenda / Taller                             | -          |      |
| 12   | -      | Tenda / Taller                             | -          |      |
| 13   | -      | Tenda / Taller                             | -          |      |
| 14   | -      | Thermopolium                               | -          |      |
| 15   | -      | Tenda / Taller                             | -          |      |
| 16   | -      | Tomba de Tyche                             | -          |      |
| 17   | -      | Tomba de N. Festius Ampliatus              | -          |      |
| 18   | -      | Tomba de C. Fabius Secundus                | -          |      |
| 19   | -      | Tomba sense nom                            | -          |      |
| 20   |        | Tomba de C. Calventius Quietus             | -          |      |
| 21   | -      | Tomba de N. Istacidius Helenus             | -          |      |
| 22   |        | Tomba de Naevoleia Tyche                   | -          |      |
| 23   | -      | Triclini fúnebre de Cn. Vibrius Saturninus | -          |      |

### Àrea externa
| Pos. | Imatge | Nom                  | Descripció | Ref. |
| ---- | ------ | -------------------- | ---------- | ---- |
| -    | -      | Vil·la de Diomedes   | -          |      |
| -    |        | Vil·la dels Misteris | -          |      |

## Necròpolis de la Porta del Vesuvi
Va ser excavada entre 1907 i 1910. Les excavacions han revelat quatre tombes. La més monumental és la del magistrat Caius Vestorius Priscus, datada entre el 75 i el 76. Es troba a la vora de la regio V de la ciutat.
| Pos. | Imatge | Nom                             | Descripció | Ref. |
| ---- | ------ | ------------------------------- | --- | ---- |
| I    |        | Tomba de M. Veius Marcellus     | Construït orientada de cara a la ciutat, encara s'estava construint en el moment de l'erupció del Vesuvi del 79. A la façana principal, un epígraf de marbre porta el nom de Marco Veio Marcello, a qui fou dedicada. |      |
| J    |        | Tomba de C. Vestorius Priscus   | Excel·lentment conservada, està protegida per una paret totalment pintada amb un fresc al seu interior amb representacions d'elements arquitectònics, fruites, vaixella sobre una taula i una fon. El cos central acaba amb un bloc de marbre decorat amb figures tallades i un epígraf on hi ha informació sobre el difunt, mentre que la part inferior també està decorada amb frescos. |      |
| K    |        | Tomba d'Arellia Tertulla        | Es tracta d'una tomba schola (construcció típica de Pompeia, de forma semicircular i feta de tuf), caracteritzada als extrems per una escultura d'una pota de lleó. Al centre s'alça una columna de marbre amb un epígraf a la base. |      |
| L    |        | Tomba de Septumia               | Consisteix simplement en un bloc amb un epígraf, sobre el qual hi ha una columna. |      |
| SC   | -      | Cippus de Titus Suedius Clemens | Cippus funerari (petit pilar de pedra amb una inscripció). La dedicació al difunt fa referència al rei publicae Pompeianorum. Va ser gràcies a aquests elements que durant les excavacions arqueològiques es va intuir que s'explorava l'antiga Pompeia i no Estàbia. |      |

## Necròpolis de la Porta de Nola
Va ser excavada entre 1907 i 1908, i el 1978. En aquesta necròpolis només es coneixen quatre tombes monumentals, dues del tipus schola (construcció típica de Pompeia, de forma semicircular i feta de tuf) i dos recintes funeraris. En aquesta zona s'han trobat unes vint víctimes, que van morir durant el matí del segon dia de l'erupció del Vesuvi del 79 atrapades en el moment que buscaven una via d'escapament. Es troba a la vora de la regio III de la ciutat.
| Pos. | Imatge | Nom                             | Descripció | Ref. |
| ---- | ------ | ------------------------------- | --- | ---- |
| G    | -      | Tomba d'Aesquillia Polla        | Es tracta d'una tomba schola, amb una epígraf de marbre a la part central, sobre la qual hi ha una columna d'ordre jònic, que acaba amb una àmfora decorada als laterals amb petits tridents de ferro.                                                                                             |      |
| H    | -      | Tomba de Dionís                 | Es tracta d'una tomba schola i s'anomena així perquè la persona enterrada al seu interior havia estat iniciada en els misteris de Dionís. Amb forma semicircular, presenta la clàssica decoració de pota de lleó als extrems, i un altar al centre amb els laterals decorats amb uns alts relleus. |      |
| I    | -      | Tomba sense nom                 | D'identificació encara incerta, podria haver estat un simple lloc d'enterrament o una zona on es cremessin les pires funeràries. |      |
| OF   | -      | Tomba de Marcus Obellius Firmus | Es tracta d'un lloc sepulcral protegit per un mur perimetral. Sobre la façana principal del mur hi ha un epígraf amb els noms del difunt, mentre que al llarg dels altres murs hi ha grafits i restes de guix.                                                                                     |      |

## Necròpolis del Fondo Pacifico

### Àrea nord
| Pos. | Imatge | Nom                        | Descripció | Ref. |
| ---- | ------ | -------------------------- | ---------- | ---- |
| A    | -      | Tomba A                    | -          |      |
| B    | -      | Tomba B                    | -          |      |
| C    | -      | Tomba C                    | -          |      |
| D    | -      | Tomba de Caecilia Agathia  | -          |      |
| E    | -      | Tomba de Novia Amoena      | -          |      |
| F    | -      | Tomba de C. Veranius Rufus | -          |      |
| G    | -      | Tomba G                    | -          |      |
| H    | -      | Tomba de Blaesia Nica      | -          |      |
| I    | -      | Tomba de M. Lollius Nicia  | -          |      |

### Àrea sud
| Pos. | Imatge | Nom                              | Descripció | Ref. |
| ---- | ------ | -------------------------------- | ---------- | ---- |
| A    | -      | Tomba de L. Nonius Celer         | -          |      |
| B    | -      | Tomba de L. Calventius Staphylus | -          |      |
| C    | -      | Tomba C                          | -          |      |
| D    | -      | Tomba de C. Auficius Clemens     | -          |      |
| E    | -      | Tomba de Valentinus              | -          |      |
| F    | -      | Tomba d'Asia                     | -          |      |
| G    | -      | Tomba de Calidia Aucta           | -          |      |
| H    | -      | Tomba H                          | -          |      |

### Àrea externa
| Pos. | Imatge | Nom                          | Descripció | Ref. |
| ---- | ------ | ---------------------------- | ---------- | ---- |
| 1    | -      | Tomba d'Alfiae Servillae     | -          |      |
| 2    | -      | Tomba de Apuleius            | -          |      |
| 3    | -      | Tomba 3                      | -          |      |
| 4    | -      | Tomba de Caesius             | -          |      |
| 5    | -      | Tomba de P. Mancius Diogenes | -          |      |
| 6    | -      | Tomba 6                      | -          |      |

## Necròpolis de la Porta de Nucèria
Va ser excavada entre 1954 i 1956, i entre 1996 i 1997. La necròpolis s'organitza als costats d'una carretera que va paral·lela a les muralles de la ciutat. Hi ha diversos monuments funeraris que exemplifiquen els models d'arquitectura funerària més estesos entre principis del segle i aC, període en què es va començar a freqüentar la necròpolis. Es troba a la vora de la regio II de la ciutat.
| Pos. | Imatge | Nom                       | Descripció | Ref. |
| ---- | ------ | ------------------------- | ---------- | ---- |
| -    |        | Tomba de l'àrea nord-est  | -          |      |
| -    |        | Tomba de l'àrea sud-est   | -          |      |
| -    |        | Tomba de l'àrea sud-oest  | -          |      |
| -    |        | Tomba de l'àrea nord-oest | -          |      |
| -    | -      | Cippus de Suedius Clemens | -          |      |

## Necròpolis de la Porta d'Estàbia
| Pos. | Imatge | Nom                            | Descripció | Ref. |
| ---- | ------ | ------------------------------ | --- | ---- |
| D/H  | -      | Tomba de Marucus Tullius       | Tomba schola (construcció típica de Pompeia, de forma semicircular i feta de tuf) amb decoracions en alt relleu als extrems de la part semicircular. |      |
| F/G  | -      | Tomba de Marcus Alleius Minius | Tomba schola amb una gran inscripció tallada al llarg de la part semicircular, que finalitza amb decoracions d'alt relleu.                           |      |

## Altres tombes
| Pos. | Imatge | Nom                          | Descripció | Ref. |
| ---- | ------ | ---------------------------- | --- | ---- |
| -    | -      | Tomba PSPN                   | Es tracta d'una sèrie d'epitafis tallats al llarg de les muralles de la ciutat, en una zona entre la Porta del Sarno i Porta de Nola, prop de la qual es van trobar trenta-vuit urnes funeràries que contenen restes de les cremacióons. Se suposa que és un tipus de necròpolis dedicada als habitants pobres de Pompeia. |      |
| -    | -      | Tomba de Cn Clovatius        | Es desconeix la ubicació exacta de la tomba, que hauria d'estar a prop de la Porta d'Estàbia, i de la qual només s'ha trobat part d'un epígraf. |      |
| -    | -      | Tomba dels gladiadors        | Es desconeix la ubicació exacta de la tomba, que hauria d'estar a prop de la Porta d'Estàbia, i de la qual només s'ha trobat part d'un epígraf, decorat amb alts relleus amb gladiadors. |      |
| -    | -      | Necròpolis de Fondo Azzolini | Descoberta el 1911 a prop de la Porta d'Estàbia, conté 44 sepultures, que daten del segle ii aC, on es van trobar monedes i joies, i 119 tombes de l'època romana, totes de cremacions. |      |
| -    | -      | Tomba sense nom              | Hi ha pocs testimonis sobre aquesta tomba, situada en direcció de la Porta d'Estàbia. |      |